# Opio
Opio (Oppia in italiano desueto) è un comune francese di 2 184 abitanti situato nel dipartimento delle Alpi Marittime della regione della Provenza-Alpi-Costa Azzurra.

## Società

### Evoluzione demografica
Abitanti censiti